# Facundo Ponce de León
Facundo Ponce de León Reyes (Montevideo, 21 de agosto de 1978) es un filósofo y periodista uruguayo.

## Biografía
Presidente de la Agencia del Cine y el Audiovisual de Uruguay (ACAU) desde febrero de 2023.
Licenciado en filosofía y en ciencias de la comunicación de la Universidad de la República, tiene además un doctorado en filosofía de la Universidad Carlos III de Madrid y es exalumno del Colegio Alemán de Montevideo. Actualmente es profesor de "dolor, belleza y muerte" en la Universidad Católica del Uruguay.
En 2011 funda la productora Mueca Films,empresa que ha creado documentales a nivel internacional en Uruguay, Suiza, Canadá, Cuba, Argentina, Brasil, Haití y Rusia.
Condujo el ciclo de entrevistas Vidas (2005-2010) y fue productor del programa El Origen (2016-2018). En 2013 condujo el primer encuentro televisado que reunió a los sobrevivientes de los Andes: El Milagro de Los Andes: la historia contada por sus protagonistas En setiembre de 2019 condujo De cerca un ciclo de entrevistas en profundidad a los once candidatos presidenciales nacionales de Uruguay. 
También se desempeñó como periodista para la prensa en El Observador, El País, Montevideo Portal y Semanario Búsqueda. Fue investigador para la compañía Finzi Pasca.  
En julio de 2022, Facundo fue elegido para realizar la primera entrevista en el regreso de Luis Suárez al Club Nacional de Football. Dicha entrevista fue replicada en distintos medios deportivos de todo el mundo.
Antes de asumir el cargo en la Agencia del Cine y del Audiovisual del Uruguay, dirigió junto a su hermano Juan el documental "Hay una puerta ahí", seleccionado en el festival de Málaga, San Sebastián y La Habana. Fue estrenado en Uruguay en el Festival de Cinemateca.  
Está casado con Cristina Barbé y tiene tres hijos.

## Obras
- Daniele Finzi Pasca. Teatro de la caricia. FPH. 2009. ISBN 9789974967557.[2]
- Autoridad y Poder. TAURUS. 2013. ISBN 9789974958258